# Káto Mýlos
Káto Mýlos (grec moderne : Κάτω Μύλος) est un village de Chypre de plus de 50 habitants.